# 天河山
天河山 PC MP （？—），加拿大政治人物，2025年起以加拿大自由黨黨員身份擔任加拿大國會下議院議員，代表安大略省約克區的萬錦—康山選區，同年起在總理馬克·卡尼內閣中出任聯邦能源及自然資源部長。

## 生平
天河山生於緬尼吐巴省溫尼伯，1979年至1985年間在加拿大軍隊服預備役。期間他於緬尼吐巴大學修讀會計和金融，1983年從該校獲取商學學士學位，後於普華永道溫尼伯事務所任職特許會計師，再於1988年從西安大略大學毅偉商學院取得工商管理碩士學位。
他從1990年至2010年間在高盛銀行的紐約、倫敦、矽谷和多倫多事務所供職不同崗位，2005年至2010年間出任高盛加拿大分公司執行長。他在高盛期間曾與馬克·卡尼共事，卡尼任職加拿大央行行長期間他則從2010年起出任其特別顧問。從政前他曾任安大略省第一水電公司董事會主席和安大略省教師退休金計劃投資委員會副主席，並從2016年至2019年間出任卡加利MEG能源公司董事會成員。
在任聯邦自由黨籍萬錦—康山選區國會下議院議員伍鳳儀不在2025年聯邦大選中競逐連任，天河山則獲自由黨黨魁卡尼招攬競逐該選區議席。他在2025年4月大選中當選該區國會議員，再於同年5月獲委入卡尼內閣，出任聯邦能源及自然資源部長。